# IMPA Tu-Sa
IMPA Tu-Sa (или IMPA LF-1) — аргентинский лёгкий многоцелевой одномоторный поршневой самолёт. Был спроектирован и построен фирмой Industrias Metalúrgicas y Plásticas Argentinas S.A.. Опытный образец совершил первый полёт 17 апреля 1943 года.

## История
Аргентинская многопрофильная фирма Industrias Metalúrgicas y Plásticas Argentinas S.A. (IMPA) работала в сфере металлургии, поставок различных машин и оборудования. В 1941 году, в условиях дефицита импорта лёгких самолётов из стран воюющего мира, образовала свой авиастроительный отдел. Новый завод был открыт в аэропорту Кильмеса. Первым появился IMPA RR-11, лёгкий двухместный моноплан с закрытой кабиной и мотором Avco Lycoming мощностью 65 л. с. (48 кВт). За ним последовал улучшенный проект TU-SA-0 с мотором Avco Lycoming мощностью 65 л.с. (48 кВт) или Continental мощностью 80 л. с. (60 кВт).

## Конструкция
Самолёт был выполнен по схеме моноплана с низко расположенным крылом, закрытой кабиной и неубираемым шасси. Всего было построено 25 экземпляров, которые распределили между аэроклубами.
Из-за серьёзных и фундаментальных просчётов в конструкции самолёта, которые привели к серии несчастных случаев, лётчики расшифровывали аббревиатуру Tu-Sa как Todo Sarcófago Aéreo («В целом воздушный гроб»). Когда стало очевидно, что устранить дефекты невозможно без коренной модернизации самолёта, они были выведены из эксплуатации.